# Stenosfemuraia parva
Stenosfemuraia parva là một loài nhện trong họ Pholcidae. Loài này được phát hiện ở Venezuela và là loài điển hình của chi Stenosfemuraia.